# Marc Pascal
Marc Pascal (Philippeville, 5 marzo 1962) è un ex calciatore francese, di ruolo attaccante.

## Palmarès

### Club

#### Competizioni nazionali
- Campionato francese di seconda divisione: 1

Olympique Marsiglia: 1983-1984 (girone A)
- Coppa di Francia: 1

Bordeaux: 1985-1986